# Alibiek Baszkajew
Alibiek Alikowicz Baszkajew (ros. Алибек Аликович Башкаев, ur. 16 listopada 1989) – rosyjski judoka. Olimpijczyk z Pekinu 2008, gdzie zajął 21. miejsce w wadze półśredniej.
Startował w Pucharze Świata w 2008. Uczestnik mistrzostw Europy w 2008. Mistrz Rosji w 2007 roku.

## Letnie Igrzyska Olimpijskie 2008
| Konkurencja | Eliminacje             | Klas. końcowa |
| Konkurencja | Przeciwnik I           | Miejsce       |
| ----------- | ---------------------- | ------------- |
| 81 kg       | Safouane Attaf (MAR) P | 21.           |